# Csenkesz

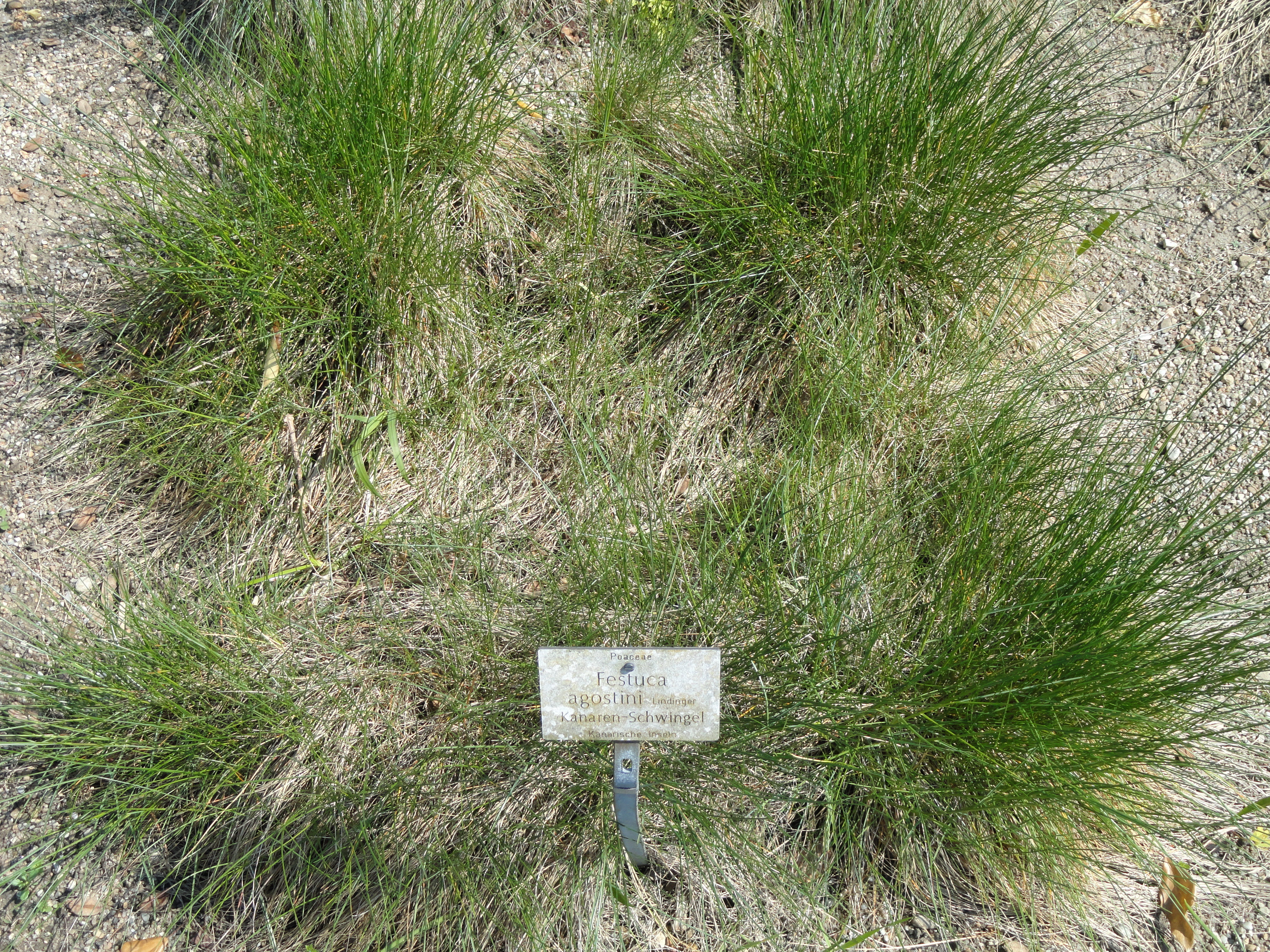
Festuca agostini

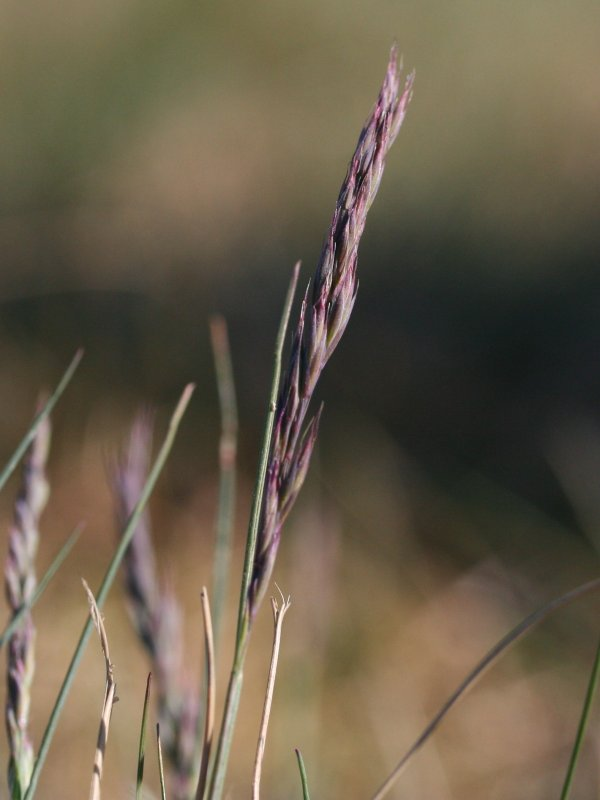
Festuca brevipila

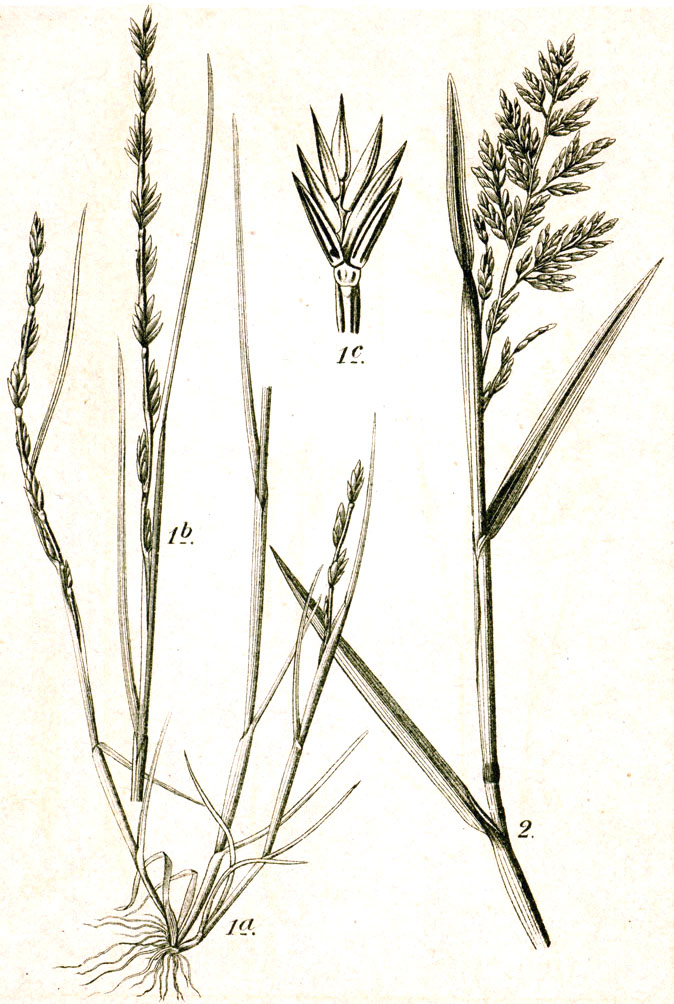
Festuca lachenalii; az első példány

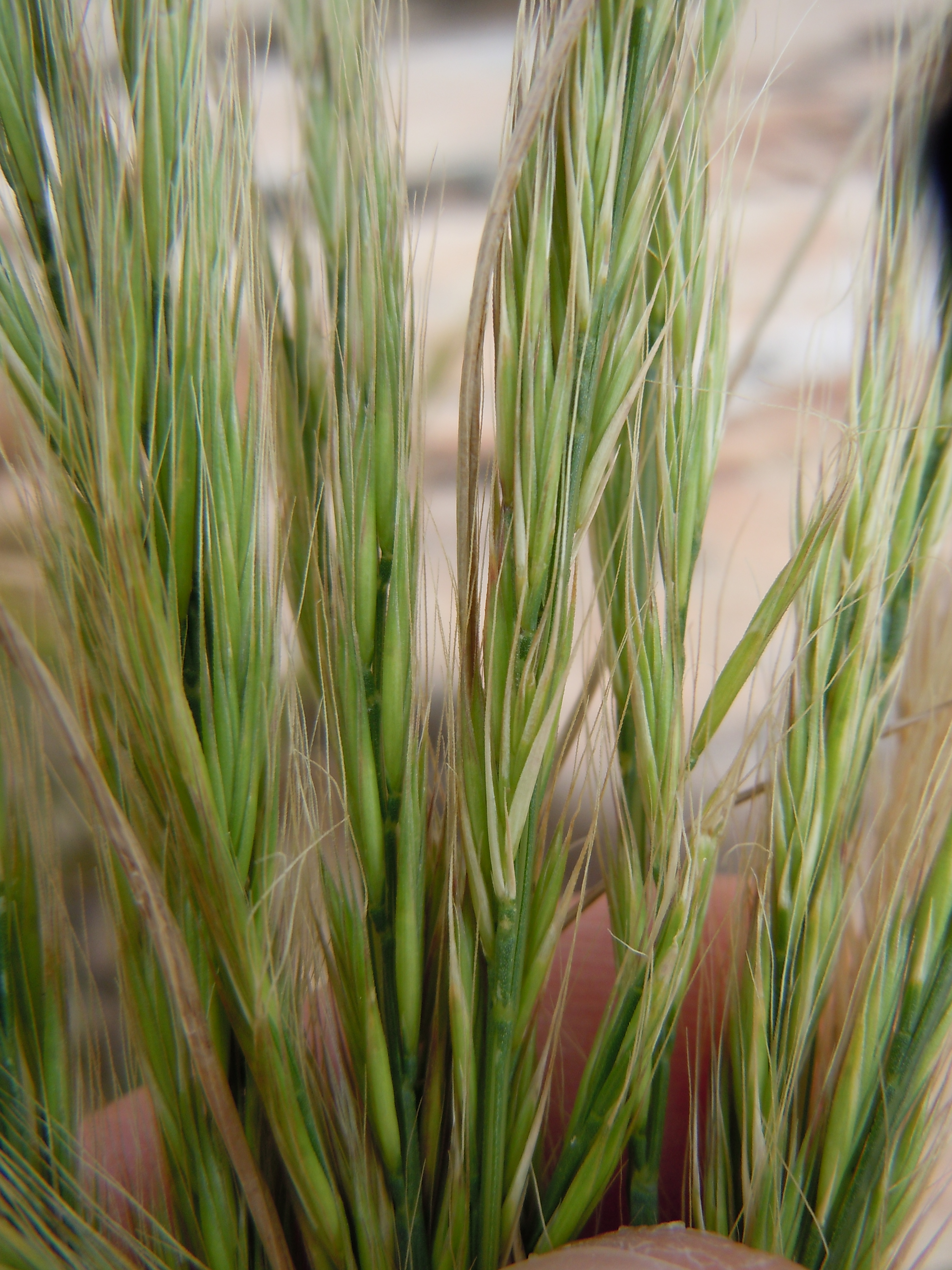
Festuca myuros

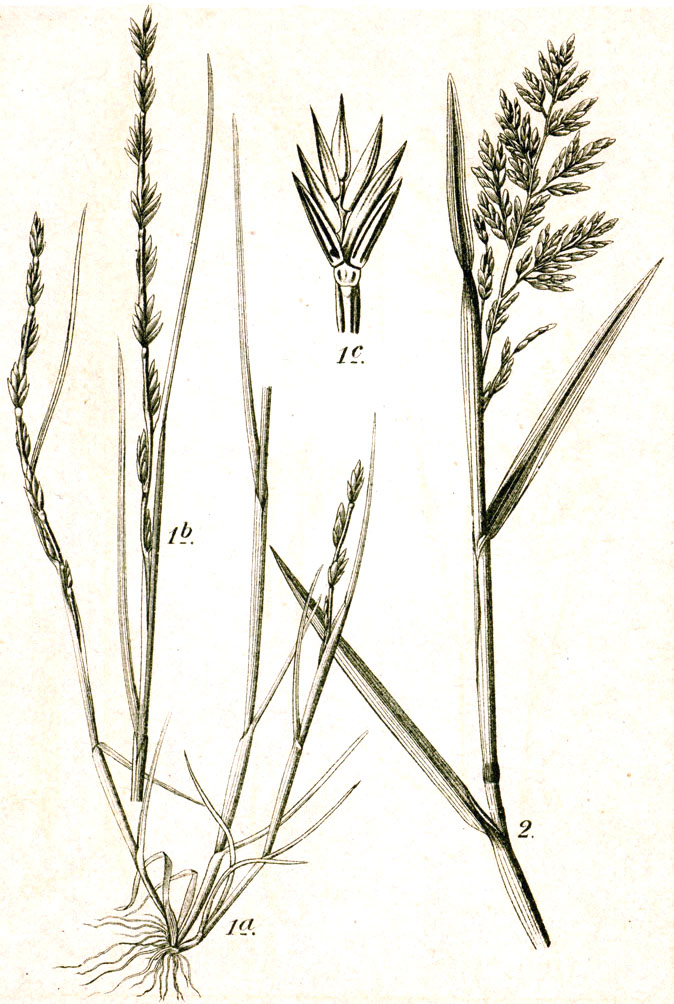
Festuca procumbens; a második példány

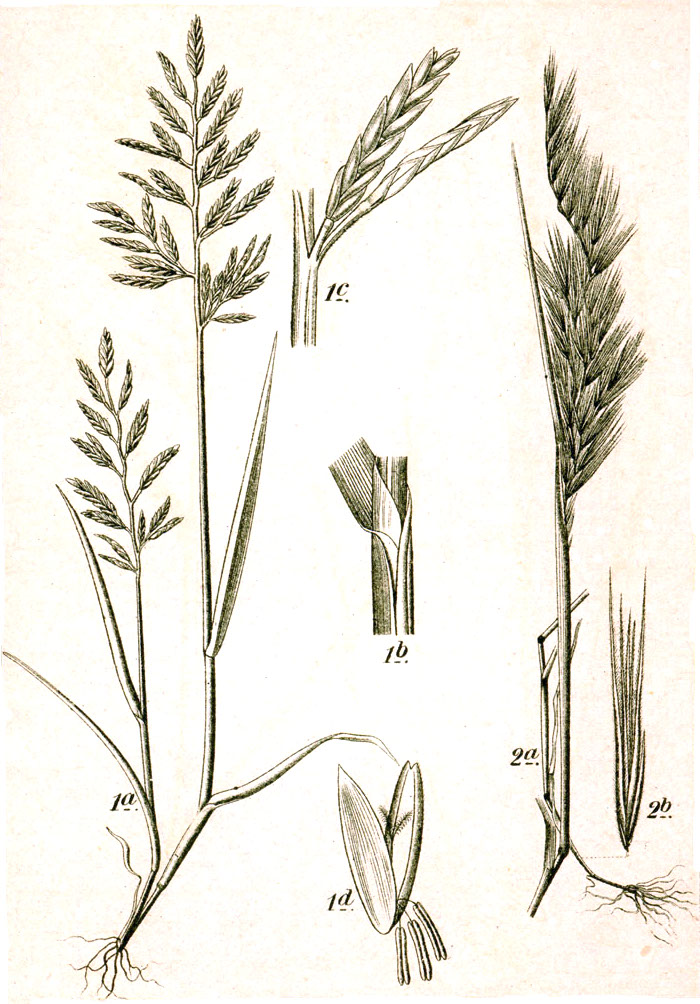
Festuca rigida; az első példány

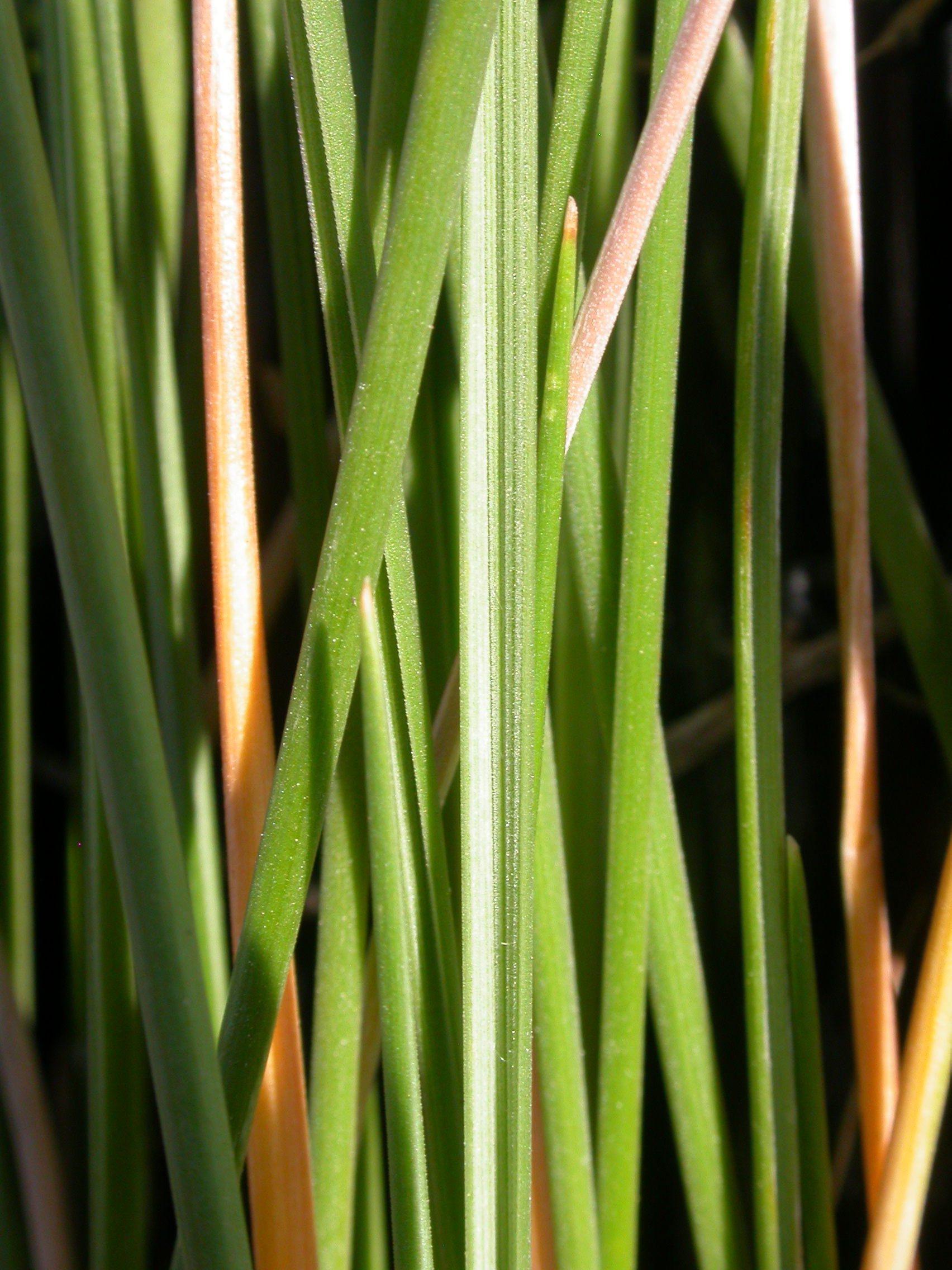
Festuca scabrella

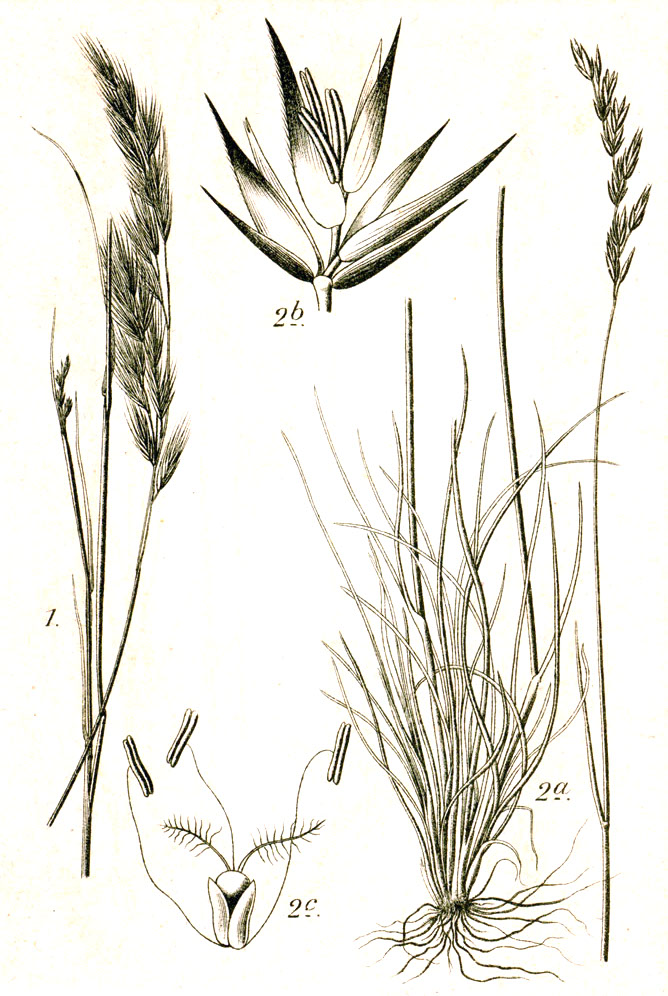
Festuca sciuroides; az első példány

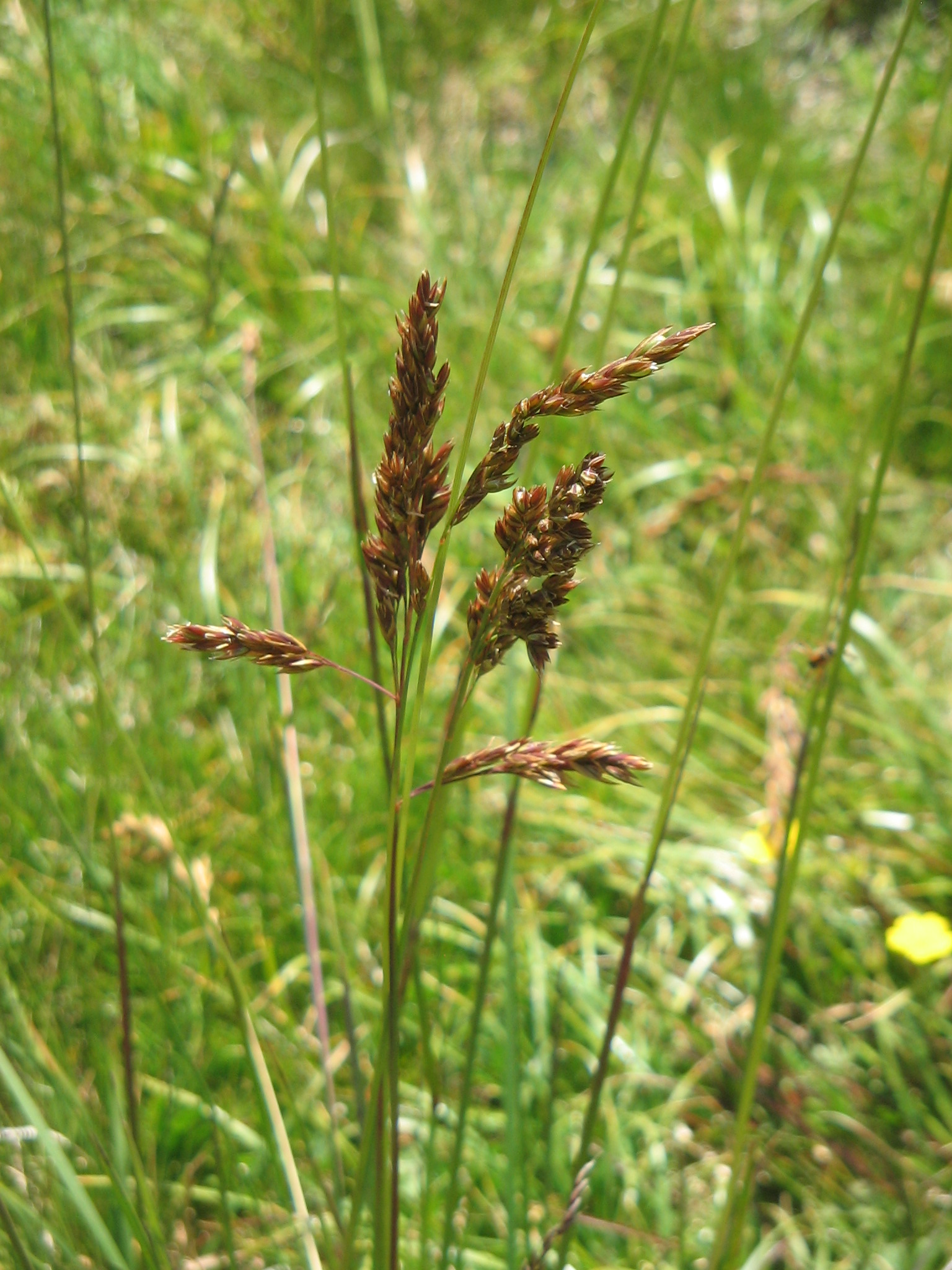
Festuca spadicea

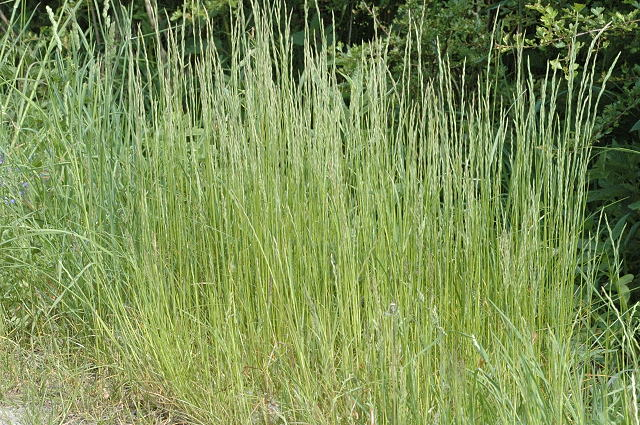
Festuca tenuifolia

A csenkesz (Festuca) az egyszikűek (Liliopsida) osztályának perjevirágúak (Poales) rendjébe, ezen belül a perjefélék (Poaceae) családjába tartozó nemzetség.

## Rendszertani besorolásuk
A nemzetség a perje (Lolium) nemzetség közeli rokona, és molekuláris genetikai vizsgálatok (a mitokondriális DNS elemzése) alapján megállapították, hogy ez a perjenemzetség nem monofiletikus. Ennek eredményeként számos, korábban a Festuca nemzetségbe tartozó fajt a Lolium nemzetségbe helyeztek át.

## Tudnivalók
A csenkeszfajok lehetnek örökzöld és lágy szárú évelő növények. Világszerte előfordulnak, azonban többségük a mérsékelt övben él. Fajtól függően 10-200 centiméter magasak lehetnek. Virágporuk a szénanátha egyik fő okozója.
A háziállatok fő táplálékaként szolgál.

## Rendszerezés

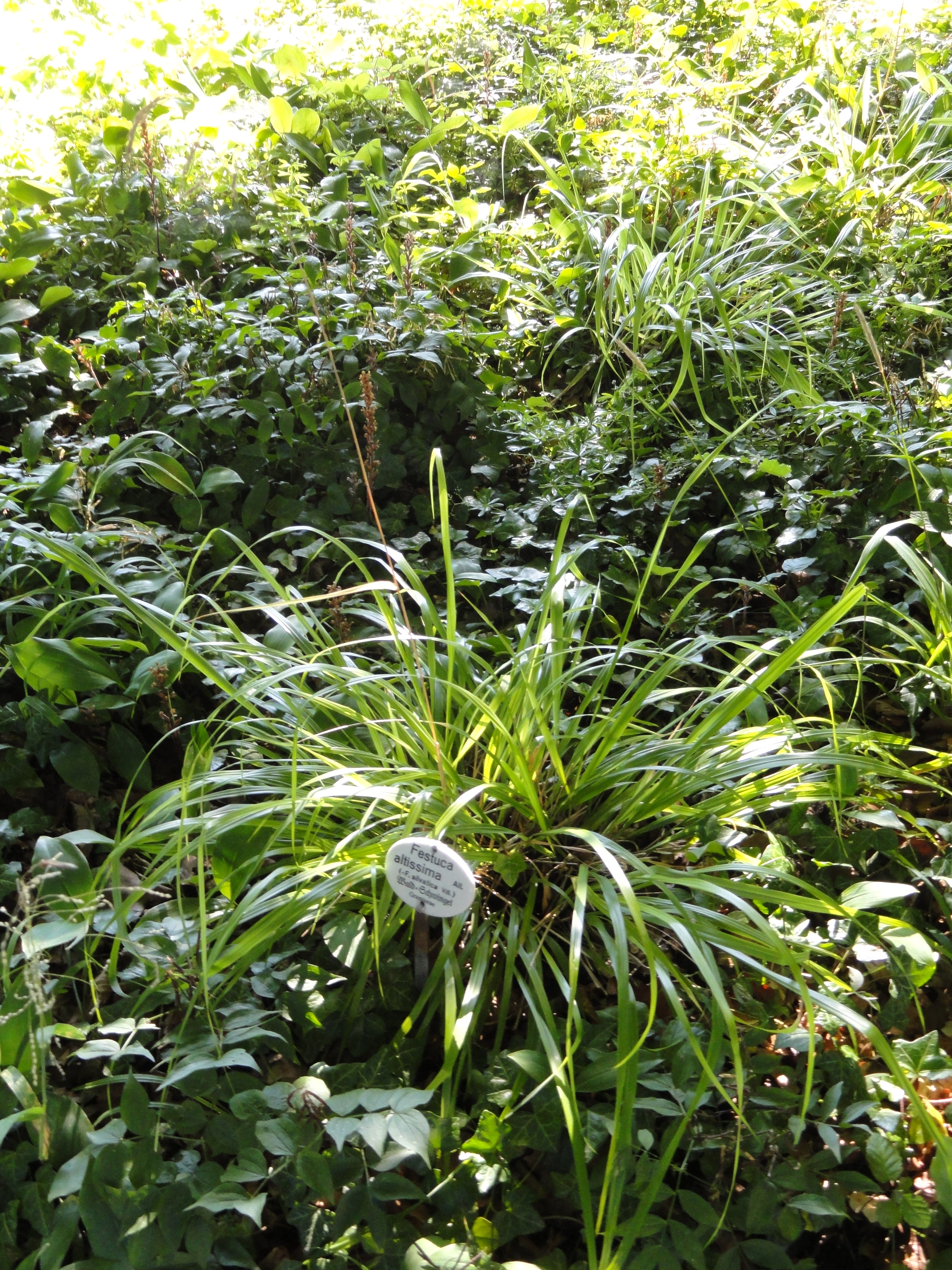
Festuca altissima

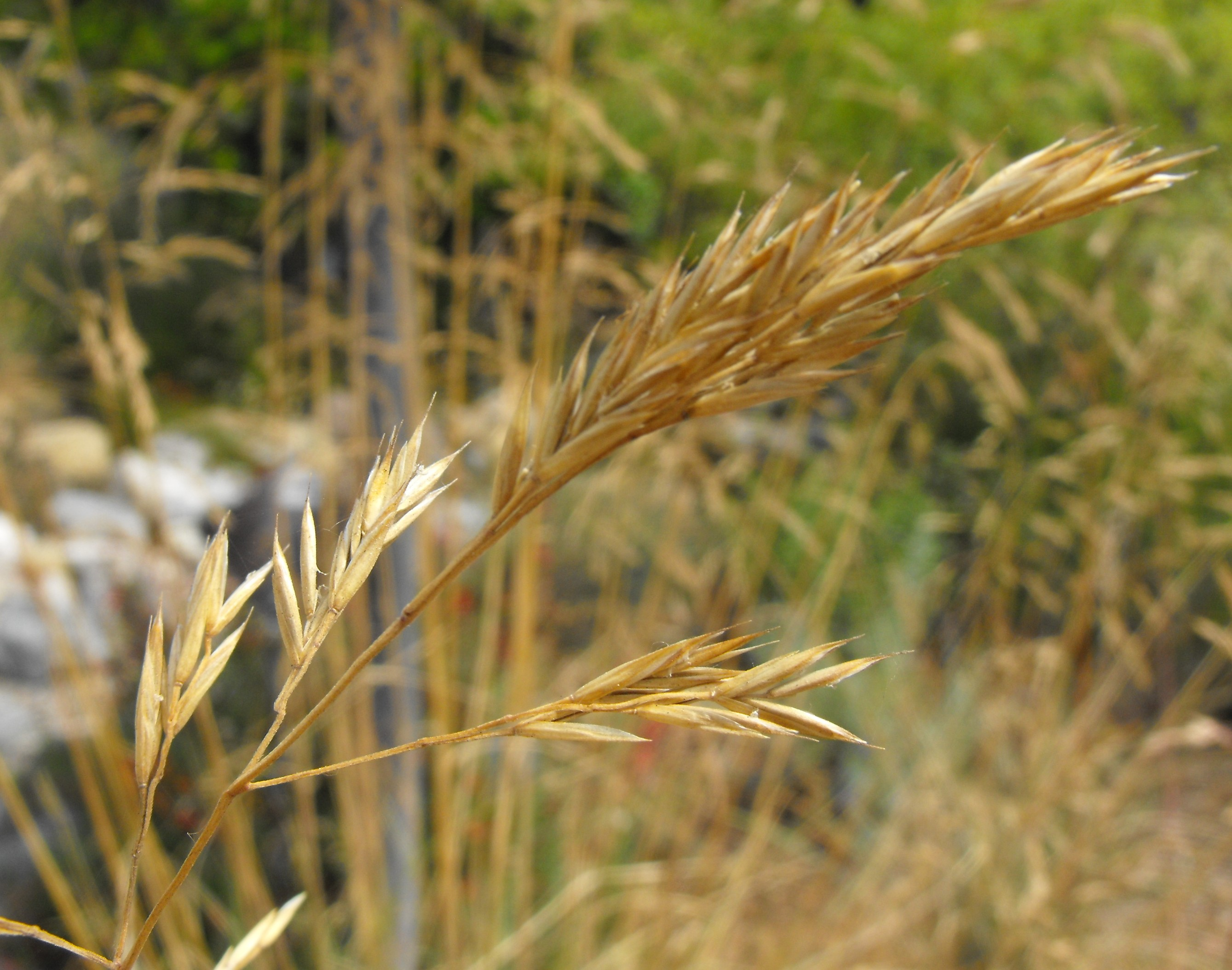
Festuca californica

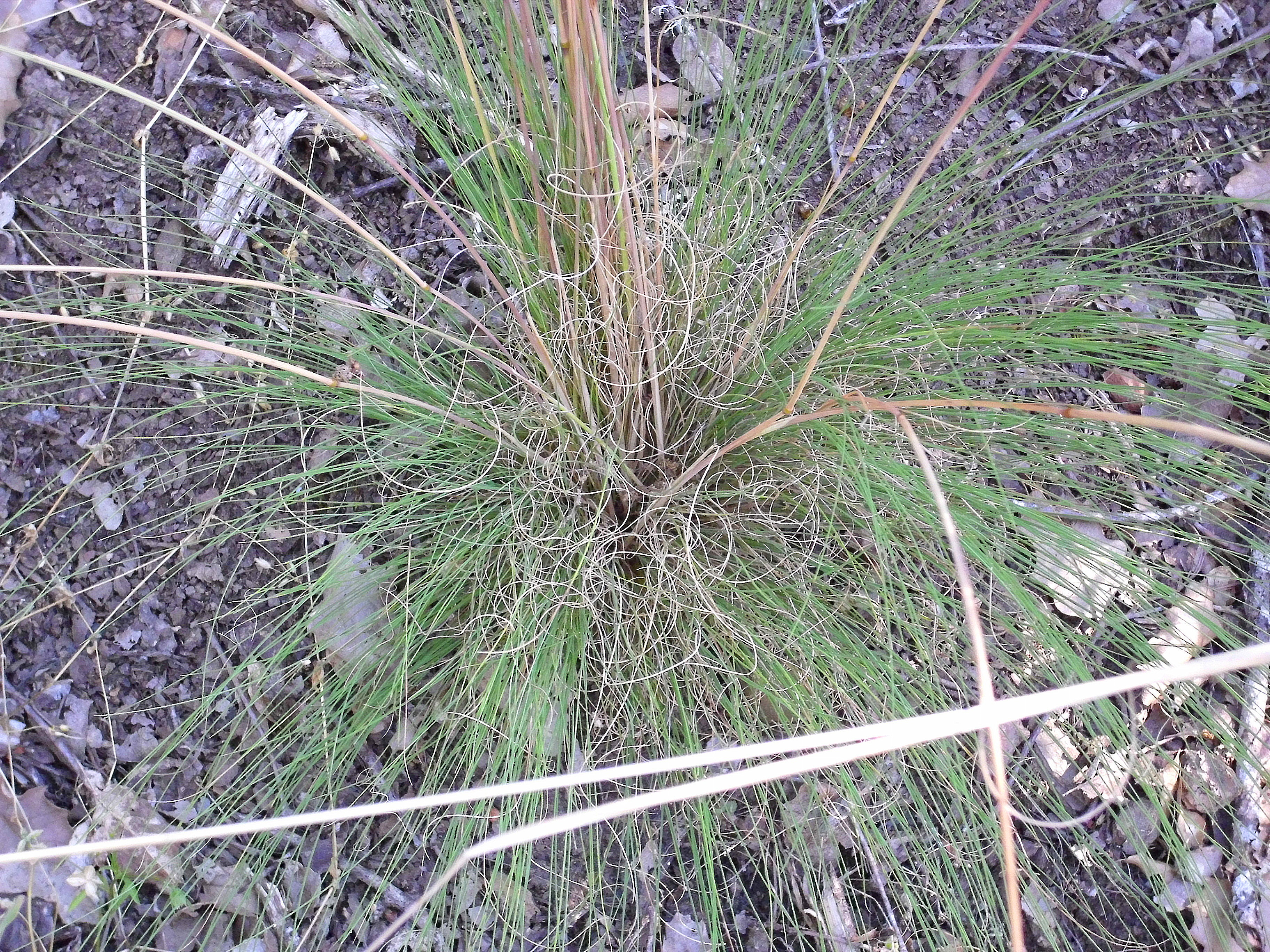
Festuca elegans

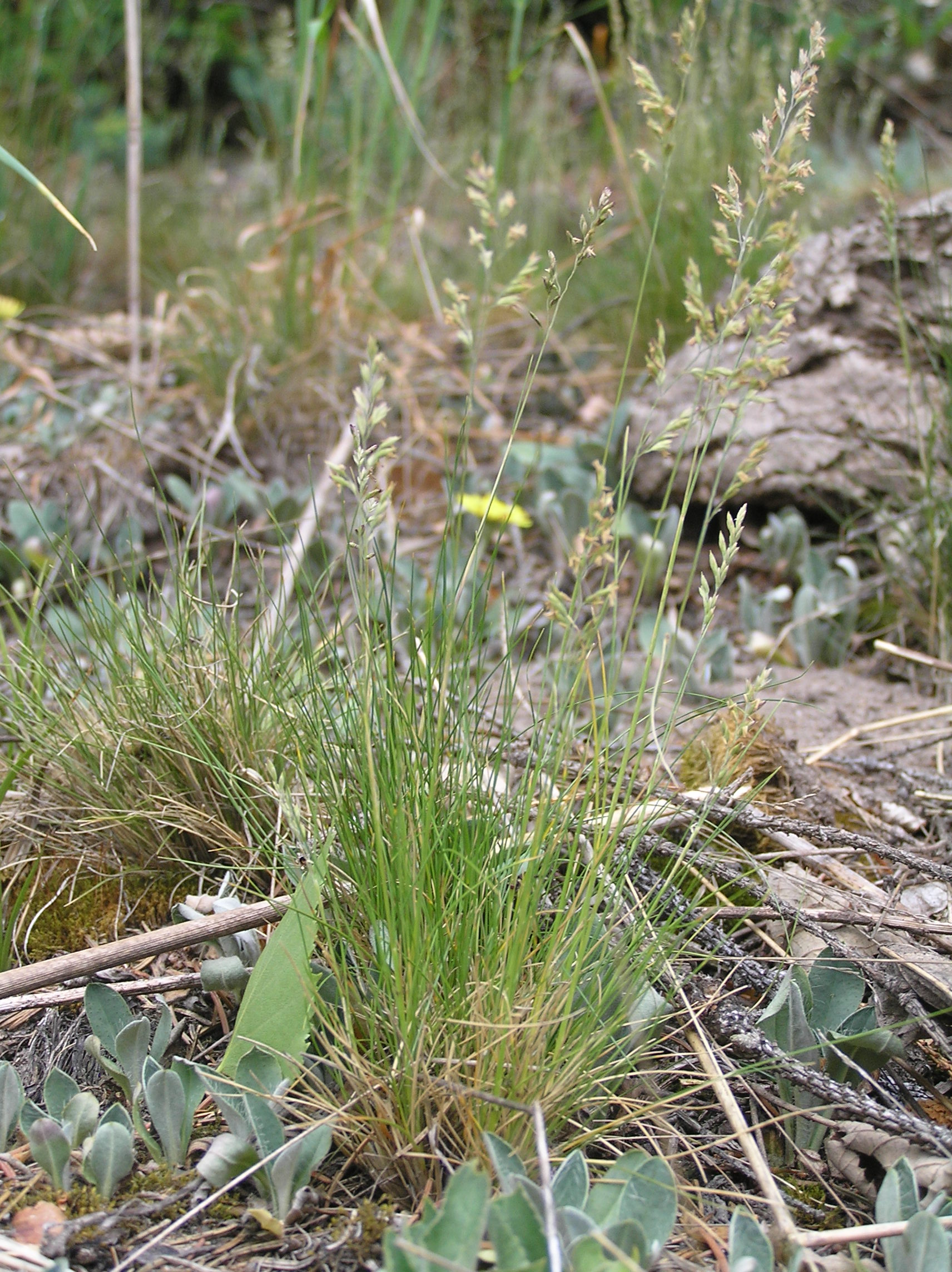
Festuca filiformis

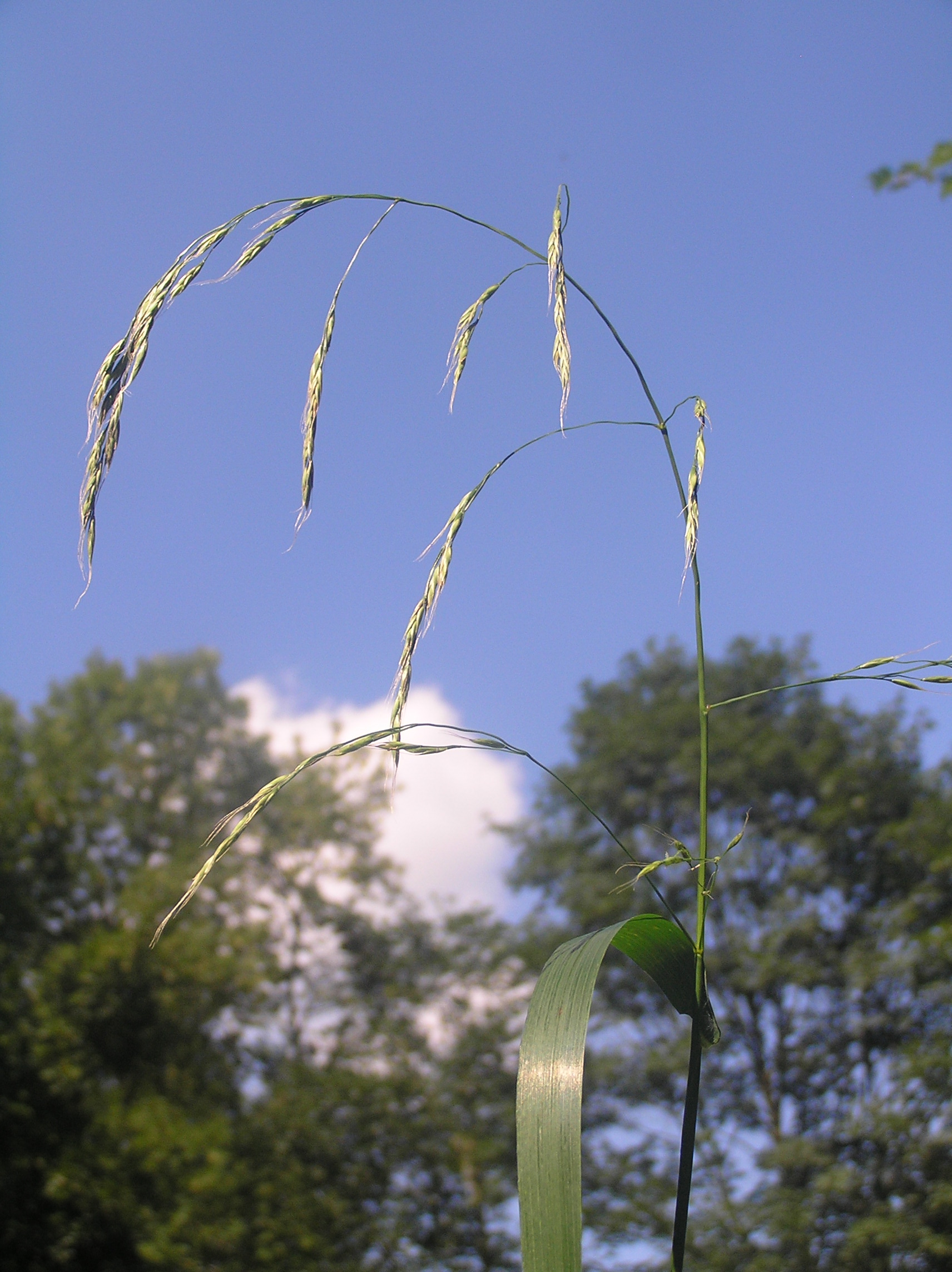
Festuca gigantea

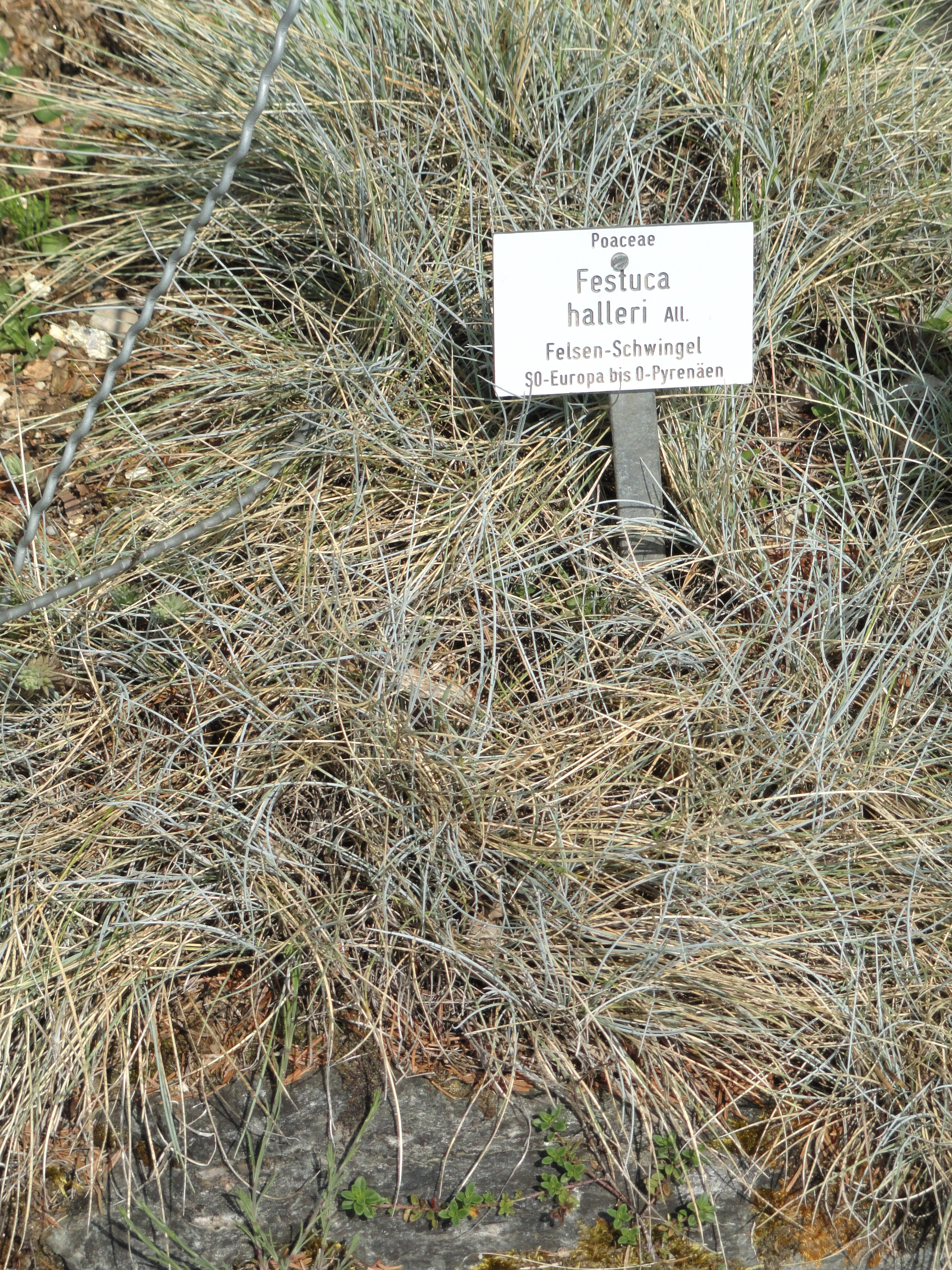
Festuca halleri

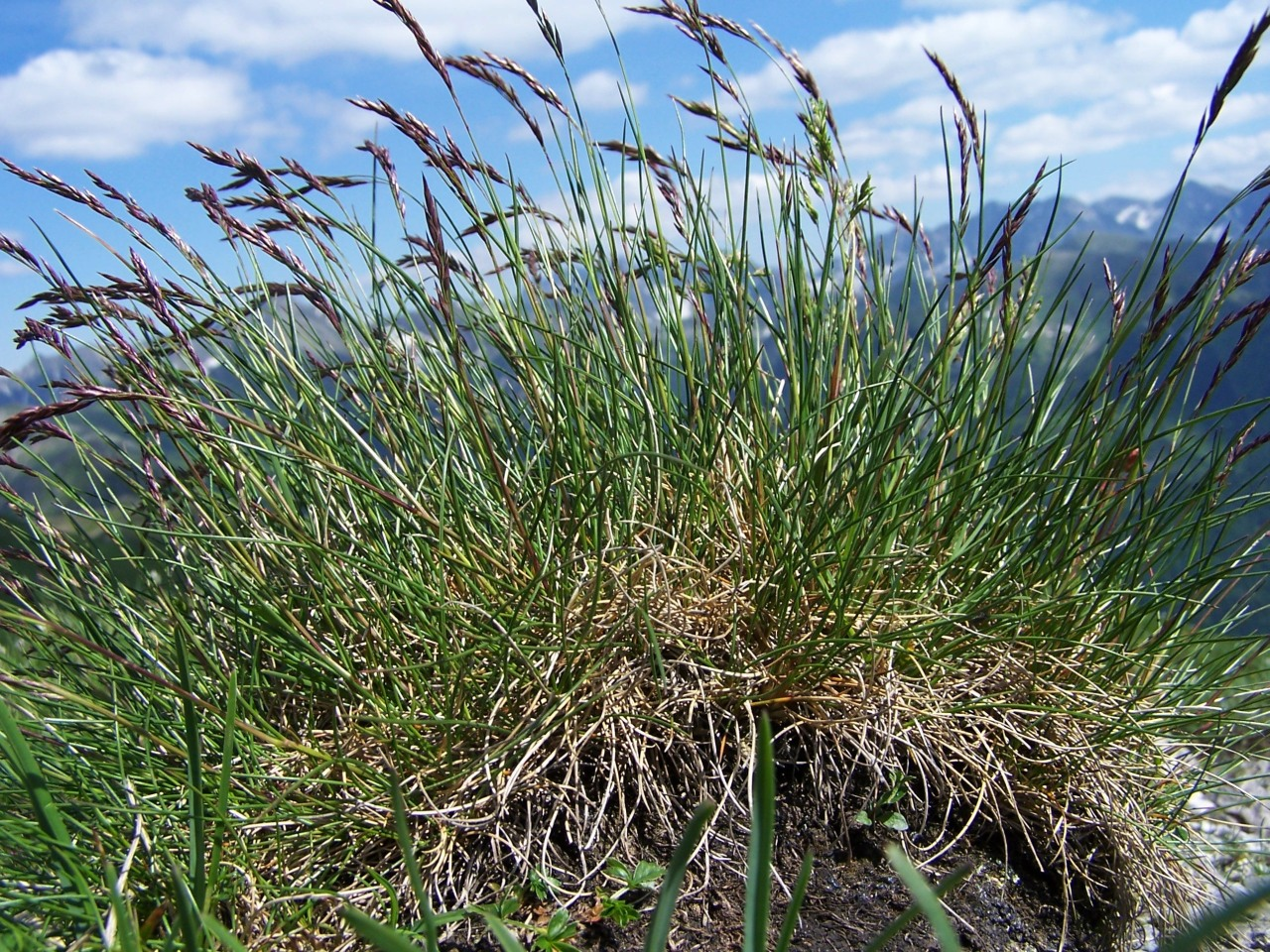
Festuca varia

A nemzetségbe az alábbi 656 faj és hibrid tartozik:
- Festuca abyssinica A.Rich.
- Festuca acamptophylla (St.-Yves) E.B.Alexeev
- Festuca acanthophylla É.Desv.
- Festuca achtarovii Velchev & P.Vassil.
- Festuca actae Connor
- Festuca acuminata Gaudich.
- Festuca adamovicii (St.-Yves) Markgr.-Dann.
- Festuca adanensis Markgr.-Dann.
- Festuca aequipaleata E. Fourn.
- Festuca afghanica Bor
- Festuca africana (Hack.) Clayton
- Festuca aguana E.B.Alexeev
- Festuca agostini
- Festuca agustini Linding.
- Festuca airoides Lam.
- Festuca akhanii Tzvelev
- Festuca alaica Drobow
- Festuca alatavica (St.-Yves) Roshev.
- Festuca alexeenkoi E.B.Alexeev
- Festuca alfrediana Foggi & Signorini
- Festuca algeriensis Trab.
- Festuca alpestris Roem. & Schult.
- Festuca alpina Suter
- Festuca altaica Trin. ex Ledeb.
- Festuca altissima All.
- Festuca altopyrenaica Fuente & Ortúñez
- Festuca amblyodes Krecz. & Bobrov
- lila csenkesz (Festuca amethystina) L.
- Festuca ampla Hack.
- Festuca amplissima Rupr. ex Galeotti
- Festuca amurensis E.B.Alexeev
- Festuca anatolica Markgr.-Dann.
- Festuca ancachsana E.B.Alexeev
- Festuca andicola Kunth
- Festuca apuanica Markgr.-Dann.
- Festuca archeri E.B.Alexeev
- Festuca arenicola (Prodán) Soó
- Festuca argentina (Speg.) Parodi
- Festuca argentinensis (St.-Yves) Türpe
- Festuca arizonica Vasey
- Festuca armoricana Kerguélen
- Festuca artvinensis Markgr.-Dann.
- nádképű csenkesz (Festuca arundinacea) Schreb.
- Festuca arvernensis Auquier, Kerguélen & Markgr.-Dann.
- Festuca × aschersoniana Dörfl.
- Festuca asperella E.B.Alexeev
- Festuca asperula Vickery
- Festuca asplundii E.B.Alexeev
- Festuca asthenica Stapf
- Festuca atlantica Duval-Jouve
- Festuca auquieri Kerguélen
- Festuca auriculata Drobow
- Festuca austrouralensis Kulikov
- Festuca azgarica E.B.Alexeev
- Festuca azucarica E.B.Alexeev
- Festuca baffinensis Polunin
- Festuca bajacaliforniana Gonz.-Led. & S.D.Koch
- Festuca balcanica (Acht.) Markgr.-Dann.
- Festuca bargusinensis Malyschev
- Festuca beamanii E.B.Alexeev
- Festuca beckeri (Hack.) Trautv.
- Festuca × belensis M.Toman
- Festuca benthamiana Vickery
- Festuca bhutanica E.B.Alexeev
- Festuca bidenticulata E.B.Alexeev
- Festuca × biformis Vetter
- Festuca billyi Kerguélen & Plonka
- Festuca boissieri Amo
- Festuca boliviana E.B.Alexeev
- Festuca borderei (Hack.) K.Richt.
- Festuca borderii (Hack.) Richt.
- Festuca boriana E.B.Alexeev
- Festuca borissii Reverd.
- Festuca bosniaca Kumm. & Sendtn.
- Festuca boyacensis Stancík
- Festuca brachyphylla Schult.
- Festuca breistrofferi Chas, Kerguélen & Plonka
- Festuca breviaristata Pilg.
- Festuca breviglumis Swallen
- Festuca brevipaleata (St.-Yves) E.B.Alexeev
- Festuca brevipila R.Tracey
- Festuca brevissima Jurtzev
- Festuca brigantina (Markgr.-Dann.) Markgr.-Dann.
- Festuca brunnescens (Tzvelev) Galushko
- Festuca bucegiensis Markgr.-Dann.
- Festuca burgundiana Auquier & Kerguélen
- Festuca burmanica E.B.Alexeev
- Festuca burnatii St.-Yves
- Festuca bushiana (St.-Yves) Tzvelev
- Festuca caerulescens Desf.
- Festuca cajamarcae Pilg.
- Festuca calabrica Huter, Porta & Rigo ex Hack.
- Festuca × calcigena Vetter
- Festuca caldasii (Kunth) Kunth
- Festuca californica Vasey
- Festuca callieri (Hack.) Markgr.
- Festuca callosa (Piper) St.-Yves
- Festuca calva (Hack.) K.Richt.
- Festuca camerunensis E.B.Alexeev
- Festuca campestris Rydb.
- Festuca camusiana St.-Yves
- fonalas csenkesz (Festuca capillata) Lam.
- Festuca capillifolia Dufour ex Roem. & Schult.
- Festuca cappadocica (Hack.) Markgr.-Dann.
- Festuca caprina Nees
- Festuca carazana Pilg.
- Festuca carchiensis Stancík
- Festuca carnuntina R.Tracey
- kárpáti csenkesz (Festuca carpathica) F.Dietr.
- Festuca cartagana E.B.Alexeev
- Festuca casapaltensis Ball
- Festuca castilloniana Türpe
- Festuca cataonica (Hack. ex Boiss.) Markgr.-Dann.
- Festuca caucasica (Boiss.) Hack. ex Boiss.
- Festuca chalcophaea Krecz. & Bobrov
- Festuca changduensis L.Liou
- Festuca chasii Kerguélen & Plonka
- Festuca chayuensis L.Liu
- Festuca chelungkingnica D.M.Chang & Skvortsov ex S.L.Lu
- Festuca chimborazensis E.B.Alexeev
- Festuca chiriquensis Swallen
- Festuca chita Stancík
- Festuca chitagana Stancík
- Festuca chodatiana (St.-Yves) E.B.Alexeev
- Festuca christianii-bernardii Kerguélen
- Festuca chrysophylla Phil.
- Festuca chumbiensis E.B.Alexeev
- Festuca cinerea Vill.
- Festuca circinata Griseb.
- Festuca circummediterranea Patzke
- Festuca cirrosa (Speg.) Parodi
- Festuca claytonii E.B.Alexeev
- Festuca cleefiana E.B.Alexeev
- Festuca clementei Boiss.
- Festuca coahuilana Gonz.-Led. & S.D.Koch
- Festuca cochabambana E.B.Alexeev
- Festuca cocuyana Stancík
- Festuca coelestis (St.-Yves) Krecz. & Bobrov
- Festuca colombiana E.B.Alexeev
- Festuca compressifolia J.Presl
- Festuca contracta Kirk
- Festuca copei Renvoize
- Festuca cordubensis Devesa
- Festuca coromotensis Briceño
- Festuca costata Nees
- Festuca costei (St.-Yves ex Litard.) Markgr.-Dann.
- Festuca coxii (Petrie) Hack.
- Festuca cratericola Markgr.-Dann.
- Festuca cretacea Popov & Prosk.
- Festuca crispatopilosa Bor
- Festuca cryptantha Cope
- Festuca cumminsii Stapf
- Festuca cundinamarcae E.B.Alexeev
- Festuca curvula Gaudich.
- Festuca cuzcoensis Stancík & P.M.Peterson
- Festuca cyllenica Boiss. & Heldr.
- Festuca cyrnea (St.-Yves & Litard.) Signorini, Foggi & E.Nardi
- Festuca × czarnohorensis Zapal.
- Festuca dahurica (St.-Yves) Krecz. & Bobrov
- Festuca dalmatica (Hack.) K.Richt.
- Festuca dasyantha Kunth
- Festuca dasyclada Beal
- Festuca declina Darbysh.
- Festuca decolorata Markgr.-Dann.
- Festuca deflexa Connor
- Festuca degenii (St.-Yves) Markgr.-Dann.
- Festuca densiflora Tovar
- Festuca densipaniculata E.B.Alexeev
- Festuca dentiflora Stancík & P.M.Peterson
- Festuca deserti (Coss. & Durieu) Trab.
- Festuca deserticola Phil.
- Festuca dichoclada Pilg.
- Festuca diclina Darbysh.
- Festuca diffusa Dumort.
- Festuca dimorpha Guss.
- Festuca dinirica Stancík
- Festuca dissitiflora Griseb.
- Festuca distichovaginata Pilg.
- Festuca divergens Tovar
- Festuca djimilensis Boiss. & Bal.
- Festuca dmitrievae A.P.Khokhr.
- Festuca dolichantha Keng ex Keng f.
- Festuca dolichophylla J.Presl
- Festuca donax Lowe
- Festuca dracomontana H.P.Linder
- Festuca drymeja Mert. & W.D.J.Koch
- Festuca × duernsteinensis Vetter
- Festuca durandii Clauson
- Festuca durata B.S.Sun & H.Peng
- Festuca duriotagana Franco & Rocha Afonso
- Festuca durissima Rouy
- Festuca duvalii (St.-Yves) Stohr
- Festuca earlei Rydb.
- Festuca edlundiae S.G.Aiken, Consaul & Lefk.
- Festuca eggleri R.Tracey
- Festuca elata Keng f. ex E.B.Alexeev
- Festuca elbrusica E.B.Alexeev
- Festuca elegans Boiss.
- Festuca elgonensis E.B.Alexeev
- Festuca elmeri Scribn. & Merr.
- Festuca elviae Briceño
- Festuca elwendiana Markgr.-Dann.
- Festuca engleri Pilg.
- Festuca eriobasis H.Scholz
- Festuca eriostoma Hack.
- Festuca eskia Ramond ex DC.
- Festuca eugenii Kulikov
- Festuca exaristata E.B.Alexeev
- Festuca extremiorientalis Ohwi
- Festuca fabrei Kerguélen & Plonka
- Festuca fascinata S.L.Lu
- Festuca fiebrigii Pilg.
- Festuca filiformis Pourr.
- Festuca fimbriata Nees
- Festuca × firma Vetter
- Festuca flacca Hack. ex E.B.Alekseev
- Festuca flavescens Bellardi
- Festuca × fleischeri Dörfl.
- Festuca × flischeri Rohlena
- Festuca fontqueri St.-Yves
- Festuca formosana Honda
- Festuca forrestii St.-Yves
- Festuca fragilis (Luces) Briceño
- Festuca frederikseniae E.B.Alexeev
- Festuca frigida (Hack.) K.Richt.
- Festuca galicicae Horvat ex Markgr.-Dann.
- Festuca gamisansii Kerguélen
- Festuca gautieri (Hack.) K.Richt.
- Festuca georgii E.B.Alexeev
- Festuca gigantea (L.) Vill.
- Festuca gilbertiana E.B.Alexeev ex S.M.Phillips
- Festuca glabrata Tovar
- Festuca glacialis (Miégev ex Hack.) K.Richt.
- Festuca glauca Vill.
- Festuca glaucantha-hirsuta (Weighart ex Podp.) Soó
- Festuca glaucispicula Markgr.-Dann.
- Festuca glumosa Hack. ex E.B.Alekseev
- Festuca glyceriantha Pilg.
- Festuca goloskokovii E.B.Alexeev
- Festuca gracilior (Hack.) Markgr.-Dann.
- Festuca gracillima Hook.f.
- Festuca graeca (Hack.) Markgr.-Dann.
- Festuca grandiaristata Markgr.-Dann.
- Festuca graniticola Kerguélen & Morla
- Festuca gredensis Fuente & Ortúñez
- Festuca griffithiana (St.-Yves) Krivot.
- Festuca guaramacalana Stancík
- Festuca guestfalica Boenn. ex Rchb.
- Festuca × hackelii Beck
- Festuca halleri All.
- Festuca hallii (Vasey) Piper
- Festuca hartmannii (Markgr.-Dann.) E.B.Alexeev
- Festuca hatico Stancík
- Festuca × haussknechtii Torges
- Festuca hawaiiensis Hitchc.
- Festuca hedbergii E.B.Alexeev
- Festuca hedgei (Bor) E.B.Alexeev
- Festuca henriquesii Hack.
- Festuca hephaestophila Nees ex Steud.
- Festuca hercegovinica Markgr.-Dann.
- Festuca × hercynica Wein
- Festuca herrerae Davidse
- Festuca heteropachys (St.-Yves) Patzke ex Auquier
- felemás levelű csenkesz (Festuca heterophylla) Lam.
- Festuca hieronymi Hack.
- Festuca hintoniana E.B.Alexeev
- Festuca hirtovaginata (Acht.) Markgr.-Dann.
- Festuca holubii Stancík
- Festuca hondae E.B.Alexeev
- Festuca horridula Pilg.
- Festuca horvatiana Markgr.-Dann.
- Festuca huamachucensis Infantes
- Festuca hubsugulica Krivot.
- Festuca humbertii Litard. & Maire
- Festuca humilior Nees & Meyen
- Festuca huonii Auquier
- Festuca hyperborea Holmen
- Festuca hypsophila Phil.
- Festuca hystrix Boiss.
- Festuca iberica (Hack.) K.Richt.
- Festuca idahoensis Elmer
- Festuca igoschiniae Tzvelev
- Festuca ilgazensis Markgr.-Dann.
- Festuca illyrica Markgr.-Dann.
- Festuca imbaburensis Stancík
- Festuca imperatrix Catonica
- Festuca inarticulata Pilg.
- Festuca indigesta Boiss.
- Festuca inguschetica E.B.Alexeev
- Festuca intercedens Lüdi ex Bech.
- Festuca iranica E.B.Alexeev
- Festuca irtyshensis E.B.Alexeev
- Festuca jacutica Drobow
- Festuca jaliscana E.B.Alexeev
- Festuca jansenii Markgr.-Dann. ex P.Royen
- Festuca japonica Makino
- Festuca javorkae Májovský
- Festuca jeanpertii (St.-Yves) Markgr.
- Festuca × jierru Nava
- Festuca jubata Lowe
- Festuca junatovii E.B.Alexeev
- Festuca juncifolia St.-Amans
- Festuca kamtschatica (St.-Yves) Tzvelev
- Festuca kansuensis Markgr.-Dann.
- Festuca karavaevii E.B.Alexeev
- Festuca karsiana E.B.Alexeev
- Festuca kashmiriana Stapf
- Festuca kemerovensis Chus.
- Festuca kerguelensis (Hook.) F.Muell.
- Festuca killickii Kenn.-O'Byrne
- Festuca kingii (S.Watson) Cassidy
- Festuca × kolesnikovii Tzvelev
- Festuca kolymensis Drobow
- Festuca komarovii Krivot.
- Festuca korabensis (Jáv. ex Markgr.-Dann.) Markgr.-Dann.
- Festuca koritnicensis Hayek & Vetter
- Festuca krivotulenkoae E.B.Alexeev
- Festuca kryloviana Reverd.
- Festuca kuprijanovii Chus.
- Festuca kurtschumica E.B.Alexeev
- Festuca kurtziana St.-Yves
- Festuca lachenalii Spenn.
- Festuca ladyginii Tzvelev
- Festuca laegaardii Stancík
- Festuca laevigata Gaudich.
- Festuca lahonderei Kerguélen & Plonka
- Festuca lanatifolia Tovar
- Festuca lanifera E.B.Alexeev
- Festuca lapidosa (Degen) Markgr.-Dann.
- Festuca lasiorrhachis Pilg.
- Festuca laxa Host
- Festuca × laxifolia Vetter
- Festuca lazistanica E.B.Alexeev
- Festuca lemanii T.Bastard
- Festuca lenensis Drobow
- Festuca leptopogon Stapf
- Festuca levingei Stapf
- Festuca liangshanica L.Liu
- Festuca ligulata Swallen
- Festuca lilloi Hack.
- Festuca litvinovii (Tzvelev) E.B.Alexeev
- Festuca livida (Kunth) Willd. ex Spreng.
- Festuca liviensis (Verg.) Markgr.-Dann.
- Festuca longiauriculata Fuente, Ortúñez & Ferrero Lom.
- Festuca longifolia Thuill.
- Festuca longigluma Tovar
- Festuca longiglumis S.L.Lu
- Festuca longipanicula Markgr.-Dann.
- Festuca longipes Stapf
- Festuca longivaginata Tovar
- Festuca loricata (Griseb.) Pilg.
- Festuca luciarum Connor
- Festuca lucida Stapf
- Festuca lugens (E.Fourn.) Hitchc. ex Hern.-Xol.
- Festuca macedonica Vetter
- Festuca macra (Stapf) E.B.Alexeev
- Festuca macrophylla Hochst. ex A.Rich.
- Festuca macutrensis Zapal.
- Festuca madida Connor
- Festuca magellanica Lam.
- Festuca magensiana Potztal
- Festuca magniflora E.B.Alexeev
- Festuca mairei St.-Yves
- Festuca makutrensis Zapal.
- Festuca maleschevica Velchev & P.Vassil.
- Festuca marcopetrii Veldkamp
- Festuca marginata (Hack.) K.Richt.
- Festuca markgrafiae Veldkamp
- Festuca maroccana Trab.
- Festuca mathewsii (Hack.) Cheeseman
- Festuca matthewsii (Hack.) St.-Yves
- Festuca mazzettiana E.B.Alexeev
- Festuca mekiste Clayton
- Festuca michaelis Cebolla & Rivas Ponce
- Festuca minutiflora Rydb.
- Festuca modesta Steud.
- Festuca monguensis Stancík
- Festuca monticola Phil.
- Festuca morenensis Matthei
- Festuca morisiana Parl.
- Festuca × moyana Erdner
- Festuca muelleri Vickery
- Festuca multinodis Petrie & Hack.
- Festuca myuros Ehrh.
- Festuca nandadevica Hajra
- Festuca × napocae Prodán
- Festuca nardifolia Griseb.
- Festuca nemoralis Türpe
- Festuca nemorosa (Poll.) Dalla Torre & Sarnth.
- Festuca nepalica E.B.Alexeev
- Festuca nereidaensis Stancík
- Festuca nevadensis (Hack.) Markgr.-Dann.
- Festuca nigrescens Lam.
- Festuca nigriflora (Hitchc.) Negritto & Anton
- Festuca niphobia (St.-Yves) Kerguélen
- Festuca nitida Kit.
- Festuca nitidula Stapf
- Festuca norica (Hack.) K.Richt.
- Festuca novae-zealandiae (Hack.) Cockayne
- Festuca nubigena Jungh.
- Festuca obturbans St.-Yves
- Festuca occidentalis Hook.
- Festuca occitanica (Litard.) Auquier & Kerguélen
- Festuca ochroleuca Timb.-Lagr.
- Festuca oelandica (Hack.) K.Richt.
- Festuca × oenensis Vetter
- Festuca olchonensis E.B.Alexeev
- Festuca olgae (Regel) Krivot.
- Festuca olympica Vetter
- Festuca ophioliticola Kerguélen
- Festuca oreophila Markgr.-Dann.
- Festuca orizabensis E.B.Alexeev
- Festuca oroana Stancík
- Festuca orthophylla Pilg.
- Festuca × osswaldii Wein
- juhcsenkesz (Festuca ovina) L.
  - fonalas csenkesz (Festuca ovina ssp. tenuifolia) (Sibth.) Celak.
- Festuca oviniformis Vetter
- Festuca × pachyphylla Degen ex Nyár. ex Csürös, Gergely & Pop
- deres csenkesz (Festuca pallens) Host
- Festuca pallescens (St.-Yves) Parodi
- Festuca pallidula E.B.Alexeev
- Festuca pamirica Tzvelev
- Festuca pampeana Speg.
- Festuca panda Swallen
- Festuca paniciciana (Hack.) K.Richt.
- Festuca paniculata (L.) Schinz & Thell.
- Festuca pannonica Wulfen ex Host
- Festuca paphlagonica (St.-Yves) Markgr.-Dann.
- Festuca papuana Stapf
- Festuca paradoxa Desv.
- Festuca parciflora Swallen
- Festuca parodiana (St.-Yves ex Parodi) Nicora
- Festuca parodii St.-Yves
- Festuca parvigluma Steud.
- Festuca parvipaleata Jansen
- Festuca parvipaniculata Hitchc.
- Festuca patzkei Markgr.-Dann.
- Festuca penzesii (Acht.) Markgr.-Dann.
- Festuca peristerea (Vetter) Markgr.-Dann.
- Festuca perrieri A.Camus
- Festuca peruviana Infantes
- Festuca petersonii Renvoize
- Festuca petraea Guthn. ex Seub.
- Festuca picoeuropeana Nava
- Festuca picturata Pils
- Festuca pilar-franceii Stancík
- Festuca pilgeri St.-Yves
- Festuca pilosella E.B.Alexeev
- Festuca pindica (Markgr.-Dann.) Markgr.-Dann.
- Festuca pinifolia (Hack. ex Boiss.) Bornm.
- Festuca pirinica Horvat ex Markgr.-Dann.
- Festuca plebeia Vickery
- Festuca plicata Hack.
- Festuca pohleana E.B.Alexeev
- Festuca polita (Halacsy) Tzvelev
- Festuca poluninii E.B.Alexeev
- Festuca polycolea Stapf
- Festuca pontica Markgr.-Dann.
- Festuca popovii E.B.Alexeev
- Festuca porcii Hack.
- Festuca × porcutica Zapal.
- Festuca potaninii Tzvelev & E.B.Alexeev
- Festuca potosiana Renvoize
- réti csenkesz (Festuca pratensis) Huds.
- Festuca presliana Hitchc.
- Festuca primae E.B.Alexeev
- Festuca pringlei St.-Yves
- Festuca probatoviae E.B.Alexeev
- Festuca procera Kunth
- Festuca procumbens Kunth.
- Festuca prolifera (Piper) Fernald
- Festuca prudhommei Kerguélen & Plonka
- Festuca psammophila (Hack. ex Celak) Fritsch
- Festuca pseudodalmatica Krajina
- Festuca pseudodura Steud.
- Festuca pseudoeskia Boiss.
- Festuca × pseudofallax Wein
- Festuca pseudosclerophylla Krivot.
- Festuca pseudosulcata Drobow
- Festuca pseudosupina Vetter
- Festuca pseudotrichophylla Patzke
- Festuca pseudovaginata Penksza
- Festuca × pseudovaria Vetter
- sovány csenkesz (Festuca pseudovina) Hack. ex Wiesb.
- Festuca pubigluma Tovar
- Festuca pubiglumis S.L.Lu
- Festuca puccinellii Parl.
- Festuca pulchella Schrad.
- Festuca punctoria Sm.
- Festuca purpurascens Banks & Sol. ex Hook.f.
- Festuca pyrenaica Reut.
- Festuca pyrogea Speg.
- Festuca rechingeri E.B.Alexeev
- Festuca reclinata Swallen
- Festuca × reptans Vetter
- Festuca reverchonii Hack.
- Festuca richardii E.B.Alexeev
- Festuca richardsonii Hook.
- Festuca rifana Litard. & Maire
- Festuca rigescens (J.Presl) Kunth
- Festuca rigida Kunth.
- Festuca rigidifolia Tovar
- Festuca rigidiuscula E.B.Alexeev
- Festuca × rigoi Huter
- Festuca riloensis (Hack. ex Hayek) Markgr.-Dann.
- Festuca rivas-martinezii Fuente & Ortúñez
- Festuca rivularis Boiss.
- Festuca roblensis Gonz.-Led.
- Festuca robustifolia Markgr.-Dann.
- Festuca roigii Dubc. & Ru´golo
- Festuca rosei Piper
- Festuca rothmaleri (Litard.) Markgr.-Dann.
- veres csenkesz (Festuca rubra) L.
- Festuca rupicaprina (Hack.) A.Kern.
- pusztai csenkesz (Festuca rupicola) Heuff.
- Festuca rzedowskiana E.B.Alexeev
- Festuca sabalanica E.B.Alexeev
- Festuca samensis Joch. Müll.
- Festuca sanctae-marthae Stancík
- Festuca sardoa (Nees ex Barbey) Hack.
- Festuca saurica E.B.Alexeev
- Festuca × savulescui Prodán
- Festuca × saxicola Vetter
- Festuca saximontana Rydb.
- Festuca scabra Vahl
- Festuca scabrella Thurb.
- Festuca scabriculmis (Hack.) K.Richt.
- Festuca scabrifolia Renvoize
- Festuca scabriuscula Phil.
- Festuca scariosa (Lag.) Pau
- Festuca schischkinii Krivot.
- Festuca × schisticola Vetter
- Festuca × schlickumii Grantzow
- Festuca sciuroides Roth. - meglehet ma már Vulpia bromoides
- Festuca sclerophylla Boiss. ex Bisch.
- Festuca serana Markgr.-Dann.
- Festuca setifolia Griseb.
- Festuca sibirica Hack. ex Boiss.
- Festuca sikkimensis E.B.Alexeev
- Festuca simensis Hochst. ex A.Rich.
- Festuca simlensis (Stapf) E.B.Alexeev
- Festuca simpliciuscula (Hack.) E.B.Alexeev
- Festuca sinensis Keng f. ex E.B.Alexeev
- Festuca sinomutica Xiang Chen & S.M.Phillips
- Festuca sipylea (Hack.) Markgr.-Dann.
- Festuca × sjuzevii Kulikov
- Festuca skrjabinii E.B.Alexeev
- Festuca skvortsovii E.B.Alexeev
- Festuca sodiroana Hack. ex E.B.Alekseev
- Festuca sommieri Litard.
- Festuca soratana E.B.Alexeev
- Festuca sororia Piper
- Festuca soukupii Stancík
- Festuca spadicea L.
- Festuca spectabilis Jan
- Festuca spiralifibrosa Vetter
- Festuca staroplaninica Velchev
- Festuca stebeckii Renvoize
- Festuca steinbachii E.B.Alexeev
- Festuca stricta Host
- Festuca stuckertii St.-Yves
- Festuca subalpina D.M.Chang & Skvortsov
- Festuca × subnutans Holmb.
- Festuca subulata Bong.
- Festuca subuliflora Scribn.
- Festuca subulifolia Benth.
- Festuca subverticillata (Pers.) E.B.Alexeev
- Festuca sudanensis E.B.Alexeev
- Festuca sumapana Stancík
- Festuca sumatrana Jansen
- Festuca summilusitana Franco & Rocha Afonso
- Festuca superba Parodi ex Türpe
- Festuca swallenii E.B.Alexeev
- Festuca takasagoensis Ohwi
- Festuca takedana Ohwi
- Festuca talamancensis Davidse
- Festuca tancitaroensis Gonz.-Led. & S.D.Koch
- Festuca tarmensis Pilg.
- Festuca tatrae (Czakó) Degen
- Festuca taurica (Hack.) A.Kern. ex Hack.
- Festuca tectoria St.-Yves
- Festuca tenuiculmis Tovar
- Festuca tenuifolia Sibth.
- Festuca × teyberi Vetter
- Festuca thermarum Phil.
- Festuca thracica (Acht.) Markgr.-Dann.
- Festuca thurberi Vasey
- Festuca tibestica Miré & Quézel
- Festuca tibetica (Stapf) E.B.Alexeev
- Festuca ticinensis (Markgr.-Dann.) Markgr.-Dann.
- Festuca toca Stancík
- Festuca tolucensis Kunth
- Festuca tovarensis Stancík & P.M.Peterson
- Festuca trabutii E.B.Alexeev
- Festuca transcaucasica (St.-Yves) Tzvelev
- Festuca trichophylla (Ducros, ex Gaud.) K.Richt.
- Festuca triflora Desf.
- Festuca × trigenea Vetter
- Festuca × triplicifolia Vetter
- Festuca tristis Krylov & Ivanitzk.
- Festuca trollii E.B.Alexeev
- Festuca tschatkalica E.B.Alexeev
- Festuca tschujensis Reverd.
- Festuca tucumanica E.B.Alexeev
- Festuca tunicata É.Desv.
- Festuca tzvelevii E.B.Alexeev
- Festuca ulochaeta Steud.
- Festuca ultramafica Connor
- Festuca undata Stapf
- Festuca uninodis Hack. ex Stuck.
- Festuca uralensis (Tzvelev) E.B.Alexeev
- Festuca ustulata (Hack. ex St.Yves) Markgr.-Dann.
- Festuca vaginalis (Benth.) Laegaard
- magyar csenkesz (Festuca vaginata) Waldst. & Kit. ex Willd.
- Festuca valdesii Gonz.-Led. & S.D.Koch
- Festuca valentina (St.-Yves) Markgr.-Dann.
- vékony csenkesz (Festuca valesiaca) Schleich. ex Gaudin
- Festuca valida (R.Uechtr.) Pénzes
- Festuca vandovii Denchev
- Festuca varia Haenke
- Festuca vasconcensis (Markgr.-Dann.) Auquier & Kerguélen
- Festuca venezuelana Stancík
- Festuca ventanicola Speg.
- Festuca venusta St.-Yves
- Festuca versuta Beal
- Festuca vettonica Fuente, Ortúñez & Ferrero Lom.
- Festuca vierhapperi Hand.-Mazz.
- Festuca × vihorlatica Májovský
- Festuca villipalea (St.-Yves) E.B.Alexeev
- Festuca × villosavivipara (Rosenv.) E.B. Alexeev
- Festuca × vindobonensis Vetter
- Festuca violacea Ser. ex Gaudin
- Festuca viridula Vasey
- Festuca vivipara (L.) Sm.
- Festuca viviparoidea Krajina ex Pavlick
- Festuca vizzavonae Ronniger
- Festuca ziganensis Markgr.-Dann.
- Festuca × zobelii Wein
- Festuca quadridentata Kunth
- Festuca quadriflora Honck.
- Festuca queriana Litard.
- rákosi csenkesz (Festuca wagneri) (Degen, Thaisz & Flatt) Krajina
- Festuca wallichiana E.B.Alexeev
- Festuca washingtonica E.B.Alexeev
- Festuca weberbaueri Pilg.
- Festuca werdermannii St.-Yves
- Festuca × wettsteinii Vetter
- Festuca willdenowiana Schult.
- Festuca × wippraensis Wein
- Festuca wolgensis P.A.Smirn.
- Festuca woodii Stancík
- Festuca xanthina Roem. & Schult.
- Festuca xenophontis Markgr.-Dann.
- Festuca yemenensis E.B.Alexeev
- Festuca yulungschanica E.B.Alexeev
- Festuca yunnanensis St.-Yves

## Magyarországi elterjedésük
| Magyarország hegységeinek csenkeszfajai    |        |          |            |         |         |       |        |       |        |                  |
| Hegységek                                  | Bakony | Börzsöny | Bükk-vidék | Cserhát | Gerecse | Mátra | Mecsek | Pilis | Vértes | Zempléni-hegység |
| csenkesz (Festuca)                         |        |          |            |         |         |       |        |       |        |                  |
| erdei csenkesz (Festuca altissima)         |        |          |            |         |         | Van   |        |       |        |                  |
| lila csenkesz (Festuca amethystina)        |        |          |            |         |         | Van   |        |       |        |                  |
| (Festuca drymeia)                          |        |          |            |         |         |       | Van    |       |        |                  |
| óriás csenkesz (Festuca gigantea)          |        |          | Van        |         |         |       | Van    |       |        |                  |
| kék csenkesz (Festuca glauca)              |        |          |            |         | Van     |       |        |       |        |                  |
| juhcsenkesz (Festuca ovina)                |        |          | Van        |         |         |       |        |       |        | Van              |
| deres csenkesz (Festuca pallens)           | Van    |          |            |         |         | Van   |        |       |        |                  |
| réti csenkesz (Festuca pratensis)          |        |          | Van        |         |         |       |        |       |        | Van              |
| sziklai csenkesz (Festuca pseudodalmatica) |        | Van      |            |         |         | Van   |        |       |        | Van              |
| veres csenkesz (Festuca rubra)             |        |          |            |         |         |       |        |       |        | Van              |
| pusztai csenkesz (Festuca rupicola)        |        |          | Van        |         |         |       |        |       |        | Van              |
| magyar csenkesz (Festuca vaginata)         |        |          |            |         |         |       |        |       | Van    |                  |
| vékony csenkesz (Festuca valesiaca)        |        |          |            |         | Van     |       |        |       |        | Van              |